# Njala
Njala – miasto w Sierra Leone, w prowincji Południowej, w dystrykcie Moyamba. Liczba ludności wynosi około 40 000 mieszkańców. 
W Njala siedzibę ma Uniwersytet Njala, drugi co do wielkości w kraju.